# Högfors, Robertsfors kommun
Högfors, by strax utanför Bygdeå i Bygdeå socken i Robertsfors kommun, Västerbottens län. 
Byn har endast sju invånare (2005), varav en är den före detta partiledaren och näringsministern Maud Olofsson. Det finns sex hus som är beboeliga; varav ett är Maud Olofssons mans barndomshem, men bara tre hus hyser permanent boende. 
Högfors fick en mycket stor massmedial uppmärksamhet i och med att Allians för Sverige valde att ha sitt första partiledarmöte i byn. Högfors betraktas som den plats där Alliansen bildades, vilket skedde den 30 augusti 2004.